# Lacaria schajovskoyi
Lacaria schajovskoyi är en fjärilsart som beskrevs av Orfila och Schajovski 1960. Lacaria schajovskoyi ingår i släktet Lacaria och familjen mätare. Inga underarter finns listade i Catalogue of Life.